# Інформативність ознак
Інформати́вність озна́к — величина, яка кількісно характеризує придатність ознак (або їх набору) X для розпізнавання класів об'єктів. При цьому передбачається, що пред'явлені для розпізнавання об'єкти представляються сигналами х в просторі ознак {\displaystyle \!X}. 
У розпізнаванні образів як інформативність ознак використовуються умовна ентропія, ймовірність помилки розпізнавання, дивергенція Кульбака, дисперсійна міра і інші величини. Найчастіше зустрічається умовна ентропія {\displaystyle \!H}:
{\displaystyle \!H(K/X)=-\sum \limits _{x}{p(x)}\sum \limits _{k}{P(k/x)}\log \,P(k/x)},
де {\displaystyle \!K} — множина класів,
{\displaystyle \!X} — ознаки,
{\displaystyle \!k} — номер класу,
{\displaystyle \!x} — сигнал в просторі ознак {\displaystyle \!X},
{\displaystyle \!p(x)} — густина ймовірності появи сигналу {\displaystyle \!x},
{\displaystyle \!P(k/x)} — апостеріорна ймовірність класу {\displaystyle \!k} за умови спостереження сигналу {\displaystyle \!x}.
У разі, коли ознаки {\displaystyle \!X} дозволяють безпомилково указувати клас, умовна ентропія дорівнює нулю. При порівнянні двох наборів ознак інформативнішим є той, який характеризується меншою умовною ентропією. На практиці використовування інформативності ознак ускладнене через невідому ймовірність {\displaystyle \!p(x)} і {\displaystyle \!P(k/x)}. 
При виборі інформативних ознак частіше за все виходять з властивостей тих сигналів, які збираються класифікувати. Облік властивостей сигналів дозволяє приблизно судити про розподіли {\displaystyle \!p(x)}) і {\displaystyle \!P(k/x)} і знаходити достатньо інформативні ознаки. Інформативність набору ознак слід відрізняти від інформативності окремих ознак набору. 
Тільки у тому випадку, коли ознаки незалежні за умови окремих класів, інформативність набору ознак рівна сумі інформативності окремих ознак. В цьому випадку на підставі інформативності окремих ознак можна складати самі інформативні набори. Якщо ознаки залежні, інформативність ознак не виражається через інформативність окремих ознак, а вибір самих інформативних наборів по інформативності окремих ознак стає неможливим.